# Capdenac-Gare
Capdenac-Gare är en kommun i departementet Aveyron i regionen Occitanien i södra Frankrike. Kommunen ligger  i kantonen Capdenac-Gare som ligger i arrondissementet Villefranche-de-Rouergue. År 2022 hade Capdenac-Gare 4 394 invånare.

## Befolkningsutveckling
Antalet invånare i kommunen Capdenac-Gare
Referens: INSEE

## Galleri

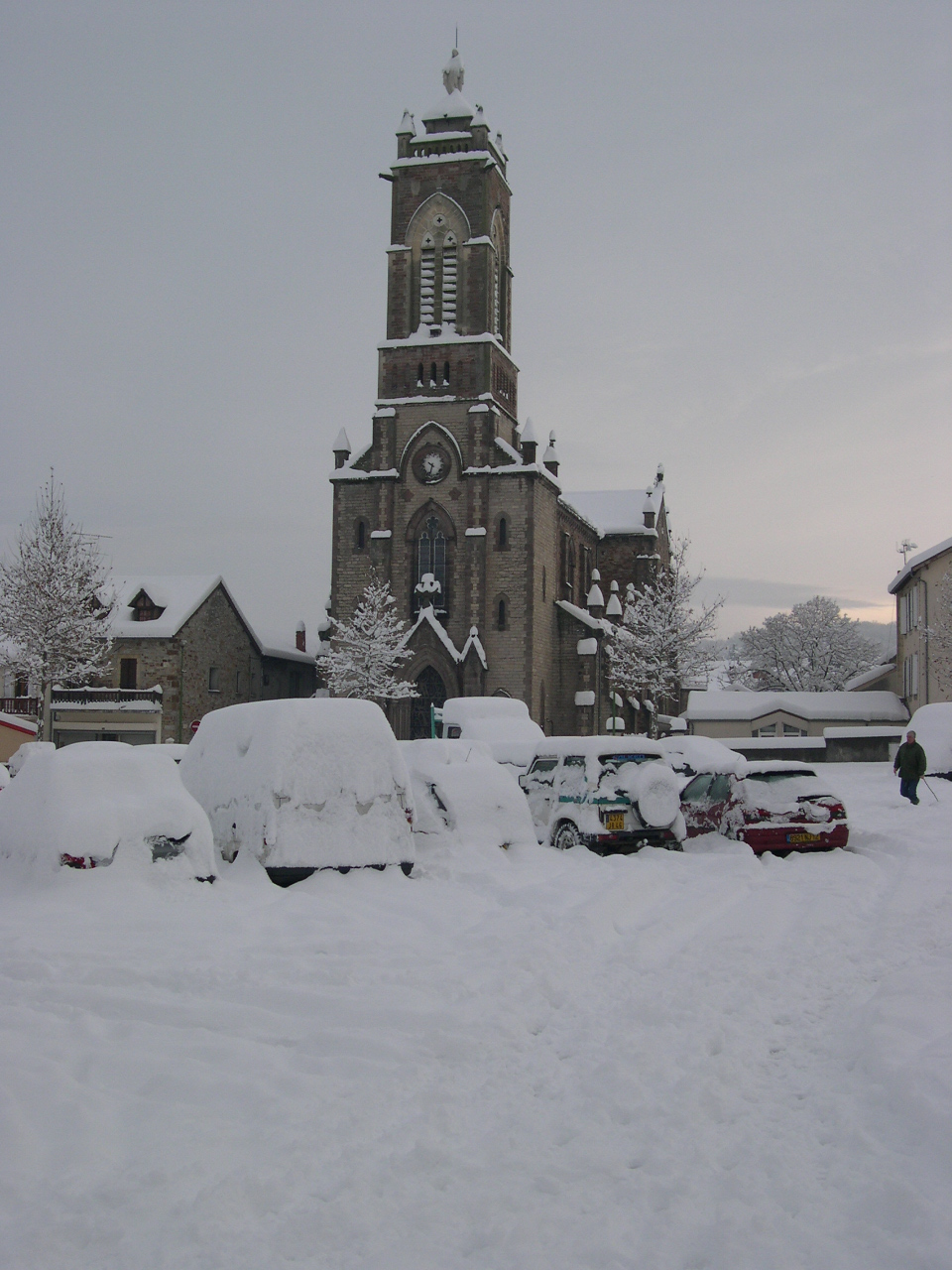